# El Triángulo
El Triángulo (auch: El Chorro oder El Choro) ist eine Ortschaft im Departamento Beni im südamerikanischen Anden-Staat Bolivien.

## Lage im Nahraum
El Triángulo ist eine Ortschaft im Kanton Florida im Municipio Riberalta in der Provinz Vaca Díez. Der Ort liegt auf einer Höhe von 171 m in der Buschregion zwischen Río Beni und Rio Guaporé südlich der Stadt Riberalta. Der Ort liegt direkt am Straßendreieck der Nationalstraßen Ruta 8 und Ruta 13 und zieht daraus seinen Namen und in der weitgehend unbewohnten Region seine Daseinsberechtigung.

## Geographie
El Triángulo liegt im bolivianischen Teil des Amazonasbeckens in der nordöstlichen Ecke des Landes nahe der Grenze zu Brasilien.
Die mittlere Durchschnittstemperatur der Region liegt bei 26 °C und schwankt nur unwesentlich zwischen 25 °C im Mai und 27 bis 28 °C von Dezember bis Februar (siehe Klimadiagramm Riberalta). Der Jahresniederschlag beträgt etwa 1300 mm, bei einer ausgeprägten Trockenzeit von Juni bis August mit Monatsniederschlägen unter 20 mm, und einer Feuchtezeit von Dezember bis Januar mit Monatsniederschlägen von mehr als 200 mm.

## Verkehrsnetz
El Triángulo liegt in einer Entfernung von 822 Straßenkilometern nördlich von Trinidad, der Hauptstadt des Departamentos.
Von Trinidad aus führt die 602 Kilometer lange Nationalstraße Ruta 3 in westlicher Richtung bis Yucumo und weiter in die Hauptstadt La Paz. In Yucumo trifft die Ruta 3 auf das Ende der 696 Kilometer langen Ruta 8, die über Rurrenabaque und Reyes in nördlicher Richtung führt, nach 541 Kilometern El Triángulo erreicht und von dort weiter nach Riberalta und Guayaramerín an der brasilianischen Grenze führt.
Bei El Triángulo zweigt die Ruta 13 in westlicher Richtung von der Ruta 8 ab, überquert die Flüsse Río Beni, Río Madre de Dios und Río Manuripi und erreicht nach 370 Kilometern die Stadt Cobija, Hauptstadt des Departamento Pando.

## Bevölkerung
Die Einwohnerzahl der Ortschaft ist im vergangenen Jahrzehnt angestiegen:
| Jahr | Einwohner   | Quelle       |
| ---- | ----------- | ------------ |
| 1992 | keine Daten | Volkszählung |
| 2001 | 27          | Volkszählung |
| 2012 | 35          | Volkszählung |
| 2024 |             | Volkszählung |